# Liên đoàn các hiệp hội bóng đá Uganda
Liên đoàn các hiệp hội bóng đá Uganda (tiếng Anh: Federation of Uganda Football Associations; FUFA) là tổ chức quản lý, điều hành các hoạt động bóng đá ở Uganda. Liên đoàn quản lý đội tuyển bóng đá quốc gia Uganda, tổ chức các giải bóng đá như vô địch quốc gia và cúp quốc gia. Liên đoàn bóng đá Uganda gia nhập FIFA và CAF cùng năm 1959.